# Божаткі
Божаткі (пол. Bożatki) — село в Польщі, у гміні Жґув Конінського повіту Великопольського воєводства.
Населення — 253 особи (2011).

## Демографія
Демографічна структура станом на 31 березня 2011 року:
|          | Загалом | Допрацездатний вік | Працездатний вік | Постпрацездатний вік |
| -------- | ------- | ------------------ | ---------------- | -------------------- |
| Чоловіки | 121     | 31                 | 80               | 10                   |
| Жінки    | 132     | 32                 | 74               | 26                   |
| Разом    | 253     | 63                 | 154              | 36                   |